# Jewgeni Kostrub
Jewgeni Kostrub (russisch Евгений Коструб; * 27. August 1982 in Qarabulaq, Kasachische SSR) ist ein ehemaliger kasachischer Fußballspieler.

## Karriere

### Verein
In seiner Jugend spielte Kostrub für Qairat Almaty, wo er 2000 zum ersten Mal in der Profimannschaft eingesetzt wurde. Nachdem er in zwei Spielzeiten auf nur neun Einsätze gekommen war, wechselte er zum FK Wostok-Altyn. Für Wostok-Altyn absolvierte er in der Saison 2002 insgesamt 21 Spiele und erzielte dabei sein erstes Tor in der Premjer-Liga. Anschließend wechselte er zur Saison 2003 zum FK Aqtöbe-Lento, für den er in zwei Spielzeiten ebenfalls auf nur 21 Spieleinsätze kam, sodass er 2005 ablösefrei zum Liga-Konkurrenten Schetissu Taldyqorghan wechselte. Von 2007 bis 2008 stand er bei Zesna Almaty unter Vertrag.
Anfang 2009 wechselte er dann zum FK Atyrau, mit dem noch in derselben Saison der Pokalgewinn gefeiert werden konnte und Atyrau somit für die UEFA Europa League qualifiziert war. Seinen ersten internationalen Einsatz für Atyrau hatte Kostrub am 15. Juli 2010 gegen Győri ETO FC (0:2) aus Ungarn. Zu Saisonbeginn 2011 wurde er wieder von seinem Jugendverein Qairat Almaty unter Vertrag genommen, für den er 27 Spiele absolvierte und dabei ein Tor erzielte. Zur Saison 2012 wurde Kostrub vom Neuaufsteiger Aqschajyq Oral verpflichtet, für den er in dieser Spielzeit auf 25 Einsätze kam und mit Tabellenplatz acht auch der Klassenerhalt in der Premjer-Liga gesichert werden konnte. In der folgenden Saison stand er für Oral 31-mal auf dem Spielfeld und konnte dabei drei Tore erzielen. Nachdem Aqschajyq Oral als Tabellenletzter wieder in die Erste Liga absteigen musste, wechselte er wieder nach Atyrau. Am 22. Februar 2015 erhielt Jewgeni Kostrub einen Vertrag bis zum Jahresende bei Schachtjor Qaraghandy.

### Nationalmannschaft
2014 war Kostrub zum ersten Mal im Aufgebot der kasachischen Nationalmannschaft. Im Qualifikationsspiel zur Fußball-Europameisterschaft 2016 gegen Tschechien am 13. Oktober 2014 stand er im Kader, wurde aber nicht eingesetzt.

## Erfolge
- Kasachischer Pokalsieger: 2001